# 126. Infanterie-Division (Wehrmacht)
La 126. Infanterie-Division fu una divisione dell'esercito tedesco attiva durante la seconda guerra mondiale.

## Storia
La divisione venne costituita il 15 ottobre 1940 da parti della 11. Infanterie-Division e della 253. Infanterie-Division nel distretto militare di Münster, presso l'area addestrativa militare Sennelager, nei pressi di Paderborn, a novembre ricevette gli elementi ippotrainati della 36. Infanterie-Division. Nel febbraio 1941 venne spostata nella zona di Hannover, Hameln e Hildesheim dove continuò l'addestramento, ad aprile venne spostata in Prussia Orientale, presso Königsberg; a maggio avanzò verso l'ex Lituania, presso Haselberg e venne distribuita lungo le sponde del fiume Memel. 
Nel giugno 1941 la divisione sfondò le posizioni sovietiche avanzando in Lituania e Lettonia fino al Lago Ladoga per prendere posizione a est del Volkhov. La divisione subì diverse perdite nei combattimenti contro i sovietici e si trincerò lungo la sponda occidentale del fiume rimanendo qui fino a giugno 1942, quando venne spostata presso il lago Ilmen, dove rimase fino alla metà di luglio quando prese parte all'Operazione Winkelried per allargare il corridoio della Sacca Demjansk, dopo la fine dell'operazione la divisione rimase nella zona del lago di Ilmen e prese parte a diversi combattimenti contro le truppe dell'Armata Rossa fino al febbraio 1943, quando venne ritirata e spostata nell'area a sud di Staraya Russa; verso fine luglio venne di nuovo spostata presso il lago Lagoda e dopo alcuni sanguinosi scontri contro i sovietici venne spostata vicino Leningrado e rimase trincerata qui fino al 1944, nello stesso anno venne riorganizzata e a partire da gennaio le truppe dovettero ritirarsi presso Pskov in seguito all'offensiva sovietica a Leningrado dove subì pesanti perdite. 
Verso la metà di luglio prese parte alla ritirata lungo i paesi baltici e ad ottobre raggiunse la Curlandia, dove la divisione fu inglobata nella Sacca di Curlandia, e l'8 maggio 1945 molti uomini furono catturati nella zona di Libau.

## Ordine di battaglia
126. Infanterie-Division 1940:
- Infanterie-Regiment 422
- Infanterie-Regiment 424
- Infanterie-Regiment 426
- Artillerie-Regiment 126
- Pionier-Bataillon 126
- Panzerjäger-Abteilung 126
- Aufklärungs-Abteilung 126
- Divisions-Nachrichten-Abteilung 126
- Divisions-Nachschubführer 126

126. Infanterie-Division 1943:
- Grenadier-Regiment 422
- Grenadier-Regiment 424
- Grenadier-Regiment 426
- Divisions-Füsilier-Bataillon 126
- Artillerie-Regiment 126
- Pionier-Bataillon 126
- Feldersatz-Bataillon 126
- Panzerjäger-Abteilung 126
- Divisions-Nachrichten-Abteilung 126
- Divisions-Nachschubführer 126

## Decorazioni
Alcuni soldati della 126. Infanterie-division furono premiati per le loro azioni in guerra:
- Croce Tedesca
  - in oro: 4
- Croce di Cavaliere della croce di ferro: 2

## Comandanti
- General der Infanterie Paul Laux (15 ottobre 1940 - 8 ottobre 1942)
- Generalleutnant Harry Hoppe (8 ottobre 1942 - 3 maggio 1943)
- Generalleutnant Friedrich Hofmann (3 maggio 1943 - 8 luglio 1943)
- Generalleutnant Harry Hoppe (8 luglio 1943 - 28 novembre 1943)
- Generalleutnant Gotthard Fischer (28 novembre 1943 - 14 febbraio 1945)
- Generalmajor Kurt Hähling (14 febbraio 1945 - 8 maggio 1945)[1]